# Jul i Island
Jul, eller Jól (isländskt uttal: [ˈjoːul̥]), firas i Island, och var ursprungligen en hednisk festival. 
När kyrkklockorna officiellt ringer in julen på eftermiddagen den 24 december, är det egentligen bara en del av ett firande som sträcker sig från advent till trettondedag jul. Firandet kulminerar under julafton, inte under juldagen som i de flesta andra delar av västvärlden.
Enligt isländsk folktro ska barn vara snälla fram till jul, annars kommer det onda trollparet Grýla och Leppalúði, rövar bort barnen och äter upp dem. Jultomte på isländska kallas jólasveinn, och det finns 13 stycken i Island. Dessa är barn till Grýla och Leppalúði. Snälla barn får 13 julklappar (en av varje jólasveinn) och olydiga barn får ruttna potatisar enligt traditionen.